# Tim Walberg
Timothy Lee Walberg dit Tim Walberg, né le 12 avril 1951 à Chicago, est un homme politique américain, élu républicain du Michigan à la Chambre des représentants des États-Unis depuis de 2007 à 2009 et depuis 2011.

## Biographie
Tim Walberg étudie au Fort Wayne Bible College (en) et au Wheaton College et devient pasteur.
Il est élu à la Chambre des représentants du Michigan de 1983 à 1998.
En 2004, il est candidat à la Chambre des représentants des États-Unis 7e district du Michigan mais il est battu lors des primaires républicaines,. Il est élu représentant deux ans plus tard avec 49,9 % des voix face à la démocrate Sharon Renier (46 %). En 2008, alors que Barack Obama remporte l'élection présidentielle, Walberg est battu par le démocrate Mark Schauer (en) (46,5 % contre 48,8 %). Il prend sa revanche lors de la vague républicaine de 2010, il rassemble 50,2 % des suffrages contre 45,4 % pour Schauer. Il est réélu avec 53,3 % des voix en 2012 et 53,5 % en 2014.
Il soutient Israël dans son actions génocidaires à Gaza en appelant à des bombardements atomiques sur Gaza.